# Pedioplanis
Pedioplanis es un género de lagartos de la familia Lacertidae. Sus especies se distribuyen por el sur de África.

## Especies
Se reconocen las siguientes 13 especies:
- Pedioplanis benguelensis (Bocage, 1867)
- Pedioplanis branchi Childers, Kirchhof, & Bauer, 2021
- Pedioplanis breviceps (Sternfeld, 1911)
- Pedioplanis burchelli (A.M.C. Duméril & Bibron, 1839)
- Pedioplanis gaerdesi (Mertens, 1954)
- Pedioplanis haackei Conradie, Measey, Branch & Tolley, 2012
- Pedioplanis huntleyi Conradie, Measey, Branch & Tolley, 2012
- Pedioplanis husabensis Berger-Dell'Mour & Mayer, 1989
- Pedioplanis inornata (Roux, 1907)
- Pedioplanis laticeps (A. Smith, 1849)
- Pedioplanis lineoocellata (A.M.C. Duméril & Bibron, 1839)
- Pedioplanis mayeri Childers, Kirchhof, & Bauer, 2021
- Pedioplanis namaquensis (A.M.C. Duméril & Bibron, 1839)
- Pedioplanis rubens (Mertens, 1954)
- Pedioplanis serodioi Parrinha, Marques, Heinicke, Khalid, Parker, Tolley, Childers, Conradie, Bauer, & Ceriaco, 2021
- Pedioplanis undata (A. Smith, 1838)